# ان کولتر

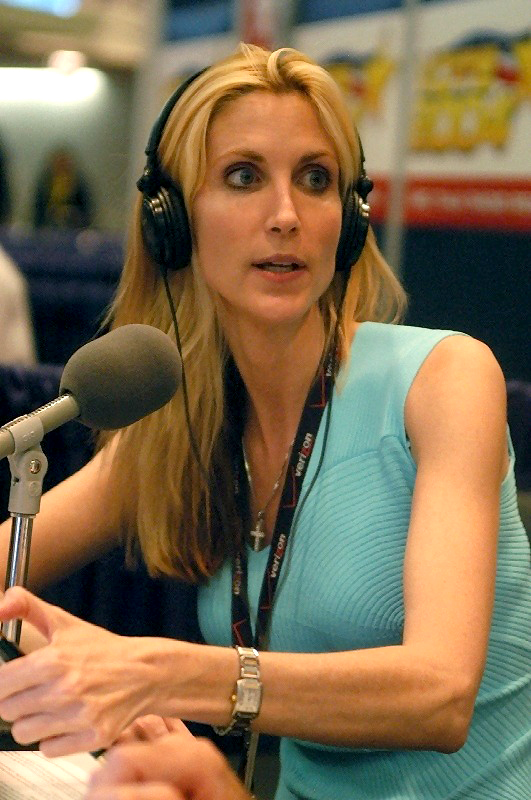

اَن هارت کولتر (به انگلیسی: Ann Hart Coulter)، پدیدآورنده، ستون‌نویس، و مفسر سیاسی حزب جمهوری‌خواه ایالات متحده آمریکا است که در ۸ دسامبر ۱۹۶۱ در نیویورک به دنیا آمد.
او مدتی در ام‌اس‌ان‌بی‌سی، سی‌ان‌ان و سپس در فاکس نیوز کار کرد.
در سال ۲۰۱۷،امینم از او در آهنگ No Favors انتقاد کرد. ان کولتر در جواب به انتقادها و اشعار امینم در این آهنگ گفت: «من فکر کنم چیزی که اتفاق افتاد مایه تاسف است از استادان برکلی (دانشگاهی واقع در شهر بِرکلی در جنوب کالیفرنیا) گرفته تا امینم با این طرز آهنگ خواندن، البته که این خشونت او علیه زنان تبدیل به یک امر طبیعی شده و امینم تا به حال این کار را از گذشته به خوبی انجام داده‌است.

## اوان زندگی
کولتر در ۶ دسامبر ۱۹۶۱ در نیویورک سیتی از پدری که از مأموران اف‌بی‌آی با تبار ایرلندی-آلمانی و اهل آلبانی، نیویورک، و مادری اهل پدوکا، کنتاکی متولد شد. خانوادهٔ او بعدتر به نیو کینن، کنتیکت که او و دو برادر بزرگترش در آن بزرگ شدند، نقل مکان کرد.
او لیسانس تاریخ خود را با درجهٔ عالی کوم لود از دانشگاه کرنل، و جی دی خود را از مدرسهٔ حقوق دانشگاه میشیگان که در آن دبیر ژورنال ریویوی حقوق میشیگان بود، در سال ۱۹۸۸ فارغ‌التحصیل شد.

## نظرات و فعالیت‌های سیاسی

### کولتر و اسلام
کولتر، به مراتب سخنان جنجال‌برانگیزی علیه اسلام عنوان کرده‌است. او در ۱۲ سپتامیر ۲۰۰۱ (روز بعد از حملات بنیادگرایان به برج‌های نیویورک) گفت:
«باید به ممالک آنان هجوم برده، تمام رهبرانشان را کشته و شهروندانشان را مسیحی کنیم. ما مبادی آداب نبودیم که فقط هیتلر و افسران عالی‌رتبه او را دستگیر کرده و به کیفر برسانیم. شهرهای آلمان نازی را با بمب مفروش کردیم. غیر نظامیان را هم به قتل رساندیم. جنگ همین است و امروز در جنگیم.»
«ممکن است تمام مسلمانان تروریست نباشند، اما تمام تروریست‌ها مسلمانند، یا لااقل آن‌هایی که در کمتر از دو ساعت توانایی کشتن ۷۰۰۰ نفر آمریکایی را دارند.»
کولتر در سال‌های اخیر از وزارت ترابری ایالات متحده آمریکا بخاطر مخالفت با بازرسی تمام مسلمانان در فرودگاه‌های آمریکا بشدت انتقاد کرده‌است. وی به بازرسی و تفتیش در فرودگاه‌ها، بر اساس نژاد و آنهم برای فقط مسلمانان معتقد است. او معتقد است شرکت‌های هواپیمایی «باید افتخار کنند» که مسلمانان را تفتیش مخصوص نژادی می‌کنند. هنگامی که شرکت یو اس ایرویز در سال ۲۰۰۶ در آمریکا از سوار نمودن چند مسلمان به دلیل اظهار ناآرامی برخی مسافران سرباز زد، شورای روابط اسلامی آمریکا پیشنهاد تحریم شرکت یو اس ایرویز را ارائه داد. در جواب، ان کولتر نوشت:
«ای کاش همه مسلمانان نه فقط این شرکت، بلکه استفاده از هواپیما را برای مسافرت تحریم می‌کردند. آنوقت خیال همه ما از نظر امنیت در این مملکت راحت می‌شد.»
وقتی مصاحبه گری از او پرسید: «پس مسلمانان با چه مسافرت کنند؟»، کولتر با تمسخر جواب داد: «با قالیچه‌های پرنده.»
در سال ۲۰۰۷، کولتر در یک سخنرانی در دانشگاه جنوب کالیفرنیا بمناسبت «هفته آگاهی از فاشیسم در اسلام» صراحتاً گفت:
«چرا شما دموکراتها مثل من دوست ندارید مسلمانان را بکشید؟ اینها دشمنان ما هستند.»

### ایران
کولتر در مورد ایران نیز سخنان تند و ایران ستیزی به میان آورده‌است. در مورد حقوق ایران برای دستیابی به فناوری هسته‌ای و احتمال استفاده از آن برای ساخت سلاح، به‌طور نمونه وی در سال ۲۰۰۶ گفت:
«شعار ما در دوران پس از ۱۱ سپتامبر باید این باشد: کله-عمامه‌ای اگر حرف زیادی بزند، کله-عمامه‌ای نتیجه اش را خواهد دید.»
در جای دیگری، وی از محمود احمدی‌نژاد به عنوان یک «میمون جهادی» یاد می‌کند و تکرار می‌کند: «شعار ما در دوران پس از یازدهم سپتامبر ۲۰۰۱ باید این باشد: میمون جهادی اگر حرف زیادی زد، میمون جهادی نتیجه اش را خواهد دید. آخ آخ، صبر کن ببینم، از طرز حرف زدن من ناراحتید؟ اگر بجای میمون جهادی از شتر باز استفاده کنم چطور است؟ یا خیمه ساز؟ اینها هنوز رشد نکرده‌اند که.»
در سال ۲۰۰۷، در مصاحبه‌ای با شبکه فاکس گفت:
«بمباران ایران کار خیلی مطلوبیست. چون کمک به بهبودی وال استریت می‌کند.»

### یهودیان
اظهارات آن کالتر، دربارهٔ لزوم تکامل یهودیان، بینندگان تلویزیون‌های کابلی ایالات متحده آمریکا را شوکه کرد.
او که برای تبلیغ کتاب جدیدش در برنامه ایده بزرگ (The Big Idea) کانال سی‌ان‌بی‌سی (CNBC) حضور یافته بود (۸ اکتبر ۲۰۰۷ (میلادی))، در اظهاراتی جنجال‌برانگیز اظهار داشت: «یهودیان مسیحی شوند تا تکامل پیدا کنند» او افزود: «اگر همه یهودیان تکامل پیدا کرده و مسیحی شوند، روزهای بهتری در انتظار آمریکا خواهد بود».
این یادداشت‌نویس جنجالی که بارها در مورد آنچه مواضع یهود ستیزانه ایران می‌نامد، هشدار داده و خواستار برخورد با ایران شده‌است، در پاسخ به سؤال مجری یهودی برنامه که وی را به داشتن عقاید ضد یهودیت متهم کرده بود، تأکید کرد «به نظر من بهتر است همه ما مسیحی شویم».
مجری یهودی برنامه دوباره پرسید: «آیا بهتر است همه ما مسیحی شویم؟» کالتر پاسخ داد: «بله. اگر تو همراه من به کلیسا بیایی دیگر یهودی نیستی». مجری بار دیگر پرسید: «آیا بهتر است که ما یهودیت را کنار بگذاریم و مسیحی شویم؟» و کالتر پاسخ داد: «بله».
بخشی از گفتارها میان کالتر و دونی داتچ مجری یهودی برنامه:
دانی: تو گفتی که ما باید یهودیت را بندازیم کنار و همه مسیحی بشیم.

کالتر: بلی.

دانی: حقیقتآ.

کالتر: خیلی آسونه.

دانی: حقیقتآ.

کالتر: آره. تو فقط باید اطاعت کنی.

دانی: غیرقابل باوره.

کالتر: بله.

دانی: تو آدم تحصیل کرده‌ای هستی. تو مثل دوست من می‌مونی. نمی‌تونم باور کنم.

کالتر: می‌دونی، مسیحیت چیه. ما به دین شما اعتقاد داریم، ولی شما باید اطاعت کنین.

دانی: نه نه نه.

## کتاب‌های نوشته شده ان کولتر
- High Crimes and Misdemeanors: The Case Against Bill Clinton (۱۹۹۸)
- Slander: Liberal Lies About the American Right (۲۰۰۲)
- Treason: Liberal Treachery from the Cold War to the War on Terrorism (۲۰۰۳)
- How to Talk to a Liberal (If You Must): The World According to Ann Coulter (۲۰۰۴)
- Godless: The Church of Liberalism (۲۰۰۶)
- If Democrats Had Any Brains, They'd Be Republicans (۲۰۰۷)
- آدیوس، آمریکا: برنامه چپ برای تبدیل کشورمان به یک جهنم دره جهان سومی (۲۰۱۵)